# Ina Wroldsen
Ina Wroldsen (Sandefjord, 29 de mayo de 1984) es una cantante y compositora noruega que junto al productor y compositor islandés Arnthor Birgisson forma el dúo de electropop Ask Embla. Vive en Londres.

## Carrera
Su carrera empezó como solista, pero pronto comenzó a escribir música para otros artistas. Como cantautora ha tenido un gran éxito, y hoy es una de las artistas más solicitadas de manera internacional. Ha ganado muchos premios BMI/ASCAP por sus trabajos, así como Brit Awards y nominaciones al Spellemannprisen. Sus canciones han sido interpretadas por cantantes como Calvin Harris, Shakira, Jess Glynne, Clean Bandit, Sean Paul, Demi Lovato, Britney Spears, Anne-Marie, The Pussycat Dolls, Shontelle, James Arthur, Leona Lewis, Little Mix, Olly Murs, The Saturdays y One Direction.
En años recientes, Ina también ha optado por una carrera artística como parte del dúo escandinavo Ask Embla, junto al islandés Arnthor Birgisson. En 2013, ambos publicaron el álbum "Northern Lights" en Noruega, donde fue uno de los más reproducidos y descargados del año. Desde entonces ha continuado su carrera artística usando su nombre. Publicó "Aliens (Her Er Jeg)" en 2014, "Rebels" en 2015 y "Lay It On Me" en 2016 junto al dúo noruego Broiler, que rápidamente alcanzó el número 2 en la lista de Spotify y VG-Lista.
Desde 2013, el interés público de Ina Wroldsen ha sido representado por Reverb Music/Reservoir Media Management.
En 2015, el DJ escocés Calvin Harris y la banda Disciples publican su canción «How Deep Is Your Love», incluyendo sus vocales, aunque sin dar créditos a la intérprete por ello. Esta fue una de las canciones más exitosas del año mundialmente.
En 2016, pasó a ser jueza en la versión noruega de Idol.

## Discografía
- En negrita indica la inclusión de sus vocales.

| Año  | Artista                                   | Álbum                                                         | Canción                                       | Coescritores                                                                                   |
| ---- | ----------------------------------------- | ------------------------------------------------------------- | --------------------------------------------- | ---------------------------------------------------------------------------------------------- |
| 2007 | Maria Arredondo                           | For a Moment                                                  | "If You Could Only See Me"                    | —                                                                                              |
| 2008 | Pussycat Dolls                            | Doll Domination                                               | "Hush Hush; Hush Hush"                        | Andreas Romdhane, Josef Larossi, Nicole Scherzinger                                            |
| 2008 | The Saturdays                             | Chasing Lights                                                | "If This Is Love"                             | Vince Clarke, Alison Moyet, Joe Belmaati, Mich Hansen, John *Reid, Remee                       |
| 2008 | The Saturdays                             | Chasing Lights                                                | "Up"                                          | Andreas Romdhane, Josef Larossi                                                                |
| 2008 | The Saturdays                             | Chasing Lights                                                | "Keep Her"                                    | David Eriksen, Thomas Eriksen                                                                  |
| 2008 | The Saturdays                             | Chasing Lights                                                | "Lies"                                        | David Eriksen, Thomas Eriksen                                                                  |
| 2008 | The Saturdays                             | Chasing Lights                                                | "Work"                                        | Harry Sommerdahl, Kalle Engström                                                               |
| 2008 | The Saturdays                             | Chasing Lights                                                | "Chasing Lights"                              | Chris Braide                                                                                   |
| 2008 | The Saturdays                             | Chasing Lights                                                | "Set Me Off"                                  | David Eriksen, Thomas Eriksen                                                                  |
| 2008 | The Saturdays                             | Chasing Lights                                                | "Fall"                                        | Andre Lindal                                                                                   |
| 2009 | Natalie Bassingthwaighte                  | 1000 Stars                                                    | "Not For You"                                 | Chris Braide                                                                                   |
| 2009 | Natalie Bassingthwaighte                  | 1000 Stars                                                    | "Turn The Lights On"                          | Chris Braide                                                                                   |
| 2009 | Tone Damli                                | I Know                                                        | "Here I Am (You Got Me)"                      | —                                                                                              |
| 2009 | Jade Ewen                                 | —                                                             | "My Man"                                      |                                                                                                |
| 2009 | Sarah Kreuz                               | One Moment In Time                                            | "Broken Ground"                               | —                                                                                              |
| 2009 | Leona Lewis                               | Echo                                                          | "My Hands"                                    | Arnthor Birgisson                                                                              |
| 2009 | Pixie Lott                                | Turn It Up                                                    | "Gravity"                                     | Jonas Jeberg, Mich Hansen, Lucas Secon                                                         |
| 2009 | The Saturdays                             | Wordshaker                                                    | "Ego"                                         | Steve Mac                                                                                      |
| 2009 | The Saturdays                             | Wordshaker                                                    | "No One"                                      | David Eriksen, Thomas Eriksen                                                                  |
| 2009 | The Saturdays                             | Wordshaker                                                    | "One Shot"                                    | David Kreuger, Per Magnusson                                                                   |
| 2009 | The Saturdays                             | Wordshaker                                                    | "Wordshaker"                                  | David Eriksen                                                                                  |
| 2009 | The Saturdays                             | Wordshaker                                                    | "Denial"                                      | Chris Braide                                                                                   |
| 2009 | The Saturdays                             | Wordshaker                                                    | "Open Up"                                     | David Kreuger, Per Magnusson                                                                   |
| 2009 | The Saturdays                             | Wordshaker                                                    | "Not Good Enough"                             | Andreas Romdhane, Josef Larossi                                                                |
| 2009 | The Saturdays                             | Wordshaker                                                    | "Deeper"                                      | Una Healy, Mollie King, Frankie Sandford, Vanessa White, Rochelle Wiseman                      |
| 2009 | The Saturdays                             | Wordshaker                                                    | "2 AM"                                        | Andreas Romdhane, Josef Larossi                                                                |
| 2010 | Alexandra Burke                           | Overcome (Deluxe Edition)                                     | "Before The Rain"                             | Steve Mac                                                                                      |
| 2010 | Tone Damli                                | Cocool                                                        | "I Love You"                                  | —                                                                                              |
| 2010 | Leona Lewis                               | I Got You - Single                                            | "Heartbeat"                                   | Arnthor Birgisson, Leona Lewis                                                                 |
| 2010 | N-Dubz                                    | Love.Live.Life                                                | "Scream My Name"                              | N-Dubz, B. Reckless, N. Walka, M. Gousse, Z. Anderson                                          |
| 2010 | N-Dubz                                    | Love.Live.Life                                                | "Love Sick"                                   | P. Ighile, K. Abrahams, D. Warde                                                               |
| 2010 | The Saturdays                             | Headlines!                                                    | "Higher"                                      | Arnthor Birgisson                                                                              |
| 2010 | The Saturdays                             | Headlines!                                                    | "Karma"                                       | Steve Mac                                                                                      |
| 2010 | Shontelle                                 | No Gravity                                                    | "Impossible"                                  | Arnthor Birgisson                                                                              |
| 2010 | Tinchy Stryder feat. Alexis Jordan        | Third Strike                                                  | "Together"                                    | Kwasi Danquar, Fraser T Smith                                                                  |
| 2010 | Voe                                       | —                                                             | "Don't Talk to Me"                            | David Eriksen, Thomas Eriksen                                                                  |
| 2011 | Cobra Starship feat. Sabi                 | Night Shades                                                  | "You Make Me Feel..."                         | Steve Mac                                                                                      |
| 2011 | Dionne Bromfield                          | Good for the Soul                                             | "A Little Love"                               | Bromfield, Andreas Romdhane, Josef Larossi                                                     |
| 2011 | Sophie Ellis-Bextor                       | Make a Scene                                                  | "Synchronised"                                | Fred Ball                                                                                      |
| 2011 | Melanie C                                 | The Sea                                                       | "Weak"                                        | Jez Ashurst, Melanie Chisholm                                                                  |
| 2011 | The Saturdays                             | On Your Radar                                                 | "Notorious"                                   | Steve Mac                                                                                      |
| 2011 | The Saturdays                             | On Your Radar                                                 | "Faster"                                      | Steve Mac                                                                                      |
| 2011 | The Saturdays                             | On Your Radar                                                 | "My Heart Takes Over"                         | Steve Mac                                                                                      |
| 2011 | The Saturdays                             | On Your Radar                                                 | "White Lies"                                  | Carl Falk, Rami Yacoub                                                                         |
| 2011 | Britney Spears                            | Femme Fatale (Deluxe Edition)                                 | "He About to Lose Me"                         | Rodney Jerkins                                                                                 |
| 2012 | Cover Drive                               | Bajan Style                                                   | "Twilight"                                    | Andreas Romdhane, Josef Larossi, Karen Reifer, Thomas-Ray Armstrong, Jamar Harding             |
| 2012 | Tone Damli                                | —                                                             | "Look Back"                                   | David Eriksen                                                                                  |
| 2012 | One Direction                             | One Thing - Single                                            | "I Should Have Kissed You"                    | Steve Robson                                                                                   |
| 2012 | Leona Lewis                               | Glassheart                                                    | "Come Alive"                                  | Fraser T Smith                                                                                 |
| 2012 | James Arthur                              | James Arthur                                                  | "Impossible"                                  | Arnthor Birgisson                                                                              |
| 2012 | Mandy Capristo                            | Grace                                                         | "Hurricane"                                   | David Eriksen                                                                                  |
| 2012 | JLS                                       | Evolution                                                     | "I Like It"                                   | Andreas Romdhane, Josef Larossi, Aston Merrygold, Jonathan Gill, Marvin Humes, Oritsé Williams |
| 2012 | Little Mix                                | DNA                                                           | "We Are Who We Are"                           | Steve Mac, Wayne Hector                                                                        |
| 2012 | The Wanted                                | The Word of Mouth                                             | "I Found You"                                 | Steve Mac, Wayne Hector                                                                        |
| 2013 | Adelén                                    | —                                                             | "Bombo"                                       | Andreas Romdhane, Josef Larossi                                                                |
| 2013 | Adelén                                    | —                                                             | "Baila Conmigo"                               | Andreas Romdhane, Josef Larossi                                                                |
| 2013 | James Arthur                              | Recovery                                                      | "Recovery"                                    | Tiago Carvalho, James Arthur                                                                   |
| 2013 | Rebecca Ferguson                          | Freedom                                                       | "My Best"                                     | Tom Barnes, Ben Kohn, Peter Kelleher, Rebecca Ferguson                                         |
| 2013 | Ask Embla                                 | Northern Light                                                | "Fathers Eyes"                                | Arnthor Birgisson                                                                              |
| 2013 | Ask Embla                                 | Northern Light                                                | "I Fell In Love"                              | Arnthor Birgisson                                                                              |
| 2013 | Ask Embla                                 | Northern Light                                                | "Cry Baby"                                    | Arnthor Birgisson                                                                              |
| 2013 | Ask Embla                                 | Northern Light                                                | "Winter"                                      | Arnthor Birgisson                                                                              |
| 2013 | Ask Embla                                 | Northern Light                                                | "Writings on the Wall"                        | Arnthor Birgisson                                                                              |
| 2013 | Ask Embla                                 | Northern Light                                                | "Crashing Down"                               | Arnthor Birgisson                                                                              |
| 2013 | Ask Embla                                 | Northern Light                                                | "Wires"                                       | Arnthor Birgisson                                                                              |
| 2013 | Ask Embla                                 | Northern Light                                                | "Einn"                                        | Arnthor Birgisson                                                                              |
| 2013 | Ask Embla                                 | Northern Light                                                | "Northern Light (Ida's Dans)"                 | Arnthor Birgisson                                                                              |
| 2013 | Ask Embla                                 | Northern Light                                                | "September"                                   | Arnthor Birgisson                                                                              |
| 2013 | Ask Embla                                 | Northern Light                                                | "The Haunting"                                | Arnthor Birgisson                                                                              |
| 2013 | Ask Embla                                 | Northern Light                                                | "Grave"                                       | Arnthor Birgisson                                                                              |
| 2013 | Ask Embla                                 | Northern Light                                                | "Children"                                    | Arnthor Birgisson                                                                              |
| 2013 | Inna                                      | Party Never Ends                                              | "In Your Eyes"                                | Steve Mac                                                                                      |
| 2013 | Inna                                      | Party Never Ends                                              | "We Like to Party"                            | Wayne Hector                                                                                   |
| 2013 | Inna                                      | Party Never Ends                                              | "J'Adore"                                     | Inna, Sebastian Barac, Marcel Botezan, Radu Bolfea                                             |
| 2013 | Inna                                      | Party Never Ends                                              | "Dame tu amor (feat. Reik) [Spanish Version]" | —                                                                                              |
| 2013 | Inna                                      | Party Never Ends                                              | "Light It Up (feat. Reik) [English Version]"  |                                                                                                |
| 2013 | Madison Beer                              | —                                                             | "Melodies"                                    | Tom Barnes, Ben Kohn, Peter Kelleher                                                           |
| 2013 | Wanessa                                   | DNA Tour - Ao Vivo                                            | "Messiah"                                     | Andreas Romdhane, Josef Larossi                                                                |
| 2013 | Wanessa                                   | DNA Tour - Ao Vivo                                            | "Shine It On"                                 | Andreas Romdhane, Josef Larossi                                                                |
| 2014 | Adelén                                    | —                                                             | "Always On My Mind"                           | Andreas Romdhane, Josef Larossi                                                                |
| 2014 | Adelén                                    | One Love, One Rhythm – The 2014 FIFA World Cup Official Album | "Olé"                                         | Andreas Romdhane, Josef Larossi                                                                |
| 2014 | Girls' Generation-TTS                     | Holler                                                        | "Adrenaline"                                  | Lucas Secon, Mich Hansen, Jonas Jeberg                                                         |
| 2014 | BoA                                       | Who's Back?                                                   | "Close To Me"                                 | —                                                                                              |
| 2014 | Maude Harcheb                             | #HoldUp                                                       | "Hold Up"                                     | Mich Hansen, Jonas Jeberg                                                                      |
| 2014 | Baby Blue                                 | Bump                                                          | "Bump"                                        | Andreas Romdhane, Josef Larossi                                                                |
| 2014 | Ina Wroldsen                              | Aliens (Her Er Jeg)                                           | "Aliens"                                      | Steve Mac                                                                                      |
| 2014 | Cher Lloyd                                | Sorry I'm Late                                                | "Bind Your Love"                              | Rami Yacoub, Carl Falk, Shellback                                                              |
| 2014 | Cher Lloyd                                | Sorry I'm Late                                                | "Sirens"                                      | Rami Yacoub, Carl Falk                                                                         |
| 2014 | Sanna Nielsen                             | 7                                                             | "Breathe"                                     | David Kreuger, Per Magnusson                                                                   |
| 2014 | Sanna Nielsen                             | 7                                                             | "Rainbow"                                     | David Kreuger, Per Magnusson                                                                   |
| 2014 | Professor Green feat. Tori Kelly          | Growing Up In Public                                          | "Lullaby"                                     | Chris Loco, Stephen Manderson                                                                  |
| 2014 | Aneta Sablik                              | The One                                                       | "You Make Me Whole"                           | Tom Barnes, Ben Kohn, Peter Kelleher, Wayne Hector, James Reynolds                             |
| 2014 | Shakira                                   | Shakira                                                       | "Empire"                                      | Steve Mac                                                                                      |
| 2015 | Calvin Harris and Disciples               | —                                                             | "How Deep Is Your Love"                       | Uncredited vocalist                                                                            |
| 2015 | Ina Wroldsen                              | Rebels                                                        | "Rebels"                                      | Jarrad Rogers                                                                                  |
| 2015 | Sigma                                     | Life                                                          | "Feels Like Home"                             | Featured vocalist                                                                              |
| 2015 | Demi Lovato                               | Confident                                                     | "Lionheart"                                   | Steve Mac                                                                                      |
| 2015 | Jess Glynne                               | Hold My Hand - single                                         | "Hold My Hand"                                | Jess Glynne, Jack Paterson, Jin Jin                                                            |
| 2015 | Ina Wroldsen & Broiler                    | Lay It On Me                                                  | "Lay It On Me"                                | Arnthor Birgisson, Broiler                                                                     |
| 2015 | Jasmine Thompson                          | Adore                                                         | "Adore"                                       | Steve Mac, Paul Gendler                                                                        |
| 2015 | Chris Loco                                | "See No Evil (EP)"                                            | "Human"                                       | Featured vocalist                                                                              |
| 2016 | Anne-Marie                                | Alarm                                                         | "Alarm"                                       | Steve Mac, Wayne Hector, Anne-Marie Nicholson                                                  |
| 2016 | Clean Bandit feat. Sean Paul & Anne-Marie | Rockabye                                                      | "Rockabye"                                    | Steve Mac, Ammar Malik, Sean Paul                                                              |
| 2016 | Ina Wroldsen                              | Mary's Story                                                  | "Mary's Story"                                | Steve Mac                                                                                      |
| 2016 | Olly Murs                                 | 24 Hrs                                                        | "Flaws"                                       | Steve Robson, Olly Murs, Coffee, Jr.                                                           |
| 2016 | Olly Murs                                 | 24 Hrs                                                        | "Better Without You"                          | Steve Robson, Olly Murs, Coffee, Jr.                                                           |
| 2016 | Martin Solveig                            | Places                                                        | "Places"                                      | Featured vocalist                                                                              |
| 2016 | Ina Wroldsen                              | St. Peter                                                     | "St. Peter"                                   | N/A                                                                                            |
| 2017 | Ina Wroldsen & Jax Jones                  | Breathe                                                       | "Breathe"                                     | Fred Gibson & Ina Wroldsen                                                                     |
| 2017 | Ina Wroldsen                              | Strongest                                                     | "Strongest"                                   | N/A                                                                                            |
| 2018 | Ina Wroldsen                              | HEX - EP                                                      | "Sea"                                         | Various Artists                                                                                |
| 2018 | Ina Wroldsen                              | HEX - EP                                                      | "Remember Me"                                 | Various Artists                                                                                |
| 2018 | Ina Wroldsen                              | HEX - EP                                                      | "Mine"                                        | Various Artists                                                                                |
| 2018 | Ina Wroldsen                              | HEX - EP                                                      | "Mother"                                      | Various Artists                                                                                |
| 2018 | Steve Aoki feat. Ina Wroldsen             | Lie To Me                                                     | "Lie To Me"                                   | Steve Aoki & Ina Wroldsen                                                                      |